# P. 람리

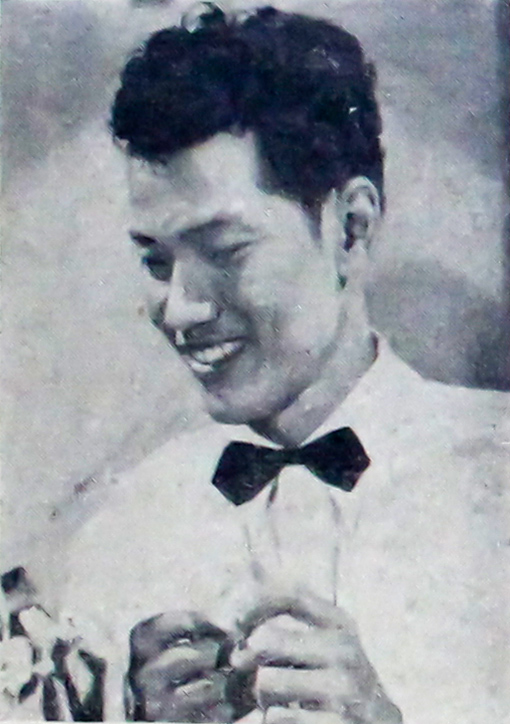

P. 람리(말레이어: P. Ramlee)는 말레이시아 풀라우피낭 출신의 가수, 작곡가, 영화배우 겸 영화감독이다. 페낭에서 태어났다. 본명은 탄 스리 다툭 아마르 닥터 P. 람리(말레이어: Tan Sri Datuk Amar Dr. P. Ramlee)이며, 테우쿠 자카리아 빈 테우쿠 냑 푸테흐(말레이어: Teuku Zakaria bin Teuku Nyak Puteh)라는 이름으로 태어났다. 그는 특히 동남아 연예 산업에 큰 영향을 남겼으며, 이 때문에 "최고의 국민 가수"로도 불린다. 그는 도쿄에서 열린 제4회 아시아 영화제에서 Best Male Lead Role로, 제10회 아시아 영화제에서 Most Versatile Talent로 국제적인 명성을 얻었다. 그는 생전 359개의 노래를 작곡했고, 66개의 영화를 감독했다. 1973년 그가 죽자, 많은 사람들의 추모가 이어졌고, 후에 시티 누르할리자, 리자 하님 등 많은 가수들이 그를 기념하기도 했다. 그녀의 셋째 부인인 살로마도 그 못지 않은 영향력을 누렸다.
2017년 구글은 피 람리의 생일을 맞아 3월 22일 하루 동안 구글의 기념 로고를 화면에 띄우기도 했다.

## 생애
P. 람리는 배우이자 작곡가, 감독, 시나리오 작가로 360개의 곡을 쓰고 66개의 작품에 배우로 참여했다. 그리고 35개 작품을 연출한 감독으로 1955년부터 1964년까지 싱가포르에서 16편을, 1964년부터 1973년까지 쿠알라룸푸르에서 영화 18편의 감독을 맡았다. 그는 <나의 아들 사잘리(Anakku Sazali)>라는 작품에 아버지와 아들 역을 맡아 1인 2역을 하는 열연을 펼쳐 1957년 아시아 필름 페스티벌에서 최고의 남자배우상(Best Male Actor)을 수상했다. 이어 1959년에는 자신의 작품 <노총각 전사(Pendeka Bujang Lapok)>로 베스트 아시아 코미디 필름상을 수상했다.

## 유산

### 기념

#### 앨범/노래
사후 많은 가수들이 그를 기념하기 위해 그의 노래를 리메이크해 부르기도 하거나, 아예 리메이크 앨범을 낸 경우도 있었다.
- 시티 누르할리자의 노래 <Bunga Melor> (2002년 앨범 <Sanggar Mustika>에 수록)
- 리자 하님의 노래 <Jeritan Batinku> (1997년 앨범 <Epilog>에 수록)
- 리자 하님의 정규 2집 <Dimana Kan Ku Cari Ganti> (1998년 앨범; 총 12곡 수록)
- 아이샤의 노래 <Dimana Kan Ku Cari Ganti> (1991년 앨범 <Aishah II>에 수록)

## 대표곡
그는 작곡가로서 자신이 직접 노래를 작곡했고, 인도네시아인 S. 수다르마지가 그의 노래에 가사를 붙여주곤 했다. 그의 노래의 대부분은 람리가 작곡하고 수다르마지가 작사하였으나, 일부는 저작권 문제로 누가 만들었는지 알려지지 않고 있다.
- <Bunyi Guitar>
- <Dimana Kan Ku Chari Ganti>
- <Putus Sudah Kaseh Sayang>
- <Assalamualaikum>
- <Bunga Melur>
- <Istana Chinta>
- <Barang Yang Lepas Jangan Di Kenang>
- <Joget Pahang>
- <Ayer Mata Di Kuala Lumpur>
- <Rindu Hatiku Tidak Terkira>
- <Joget Malaysia>
- <Jeritan Batinku>
- <Malam Ini Kita Berpisah>

여기서는 당대의 상황을 고려하여 자아바(구철자법)로 표기했는데, 현대에는 EYD(Ejaan Yang Disempurnakan; 신철자법)로 표기하고 있다. 예를 들면 자아파르로 표기된 Dimana Kan Ku Chari Ganti는 EYD로 Dimana Kan Ku Cari Ganti라고 쓴다. 또한 Ayer Mata Di Kuala Lumpur처럼 옛말을 사용했는데, Ayer는 현대 말레이 표준어(piawai)에 따르면 Air라고 해야 한다. 그가 죽기 1년 전인 1972년 EYD가 제정되었지만, 활동하던 시기 등을 참고하여 이 문서에서는 옛말과 자아바를 사용했다.